# Fontenay-sur-Mer
Fontenay-sur-Mer ist eine französische Gemeinde mit 164 Einwohnern (Stand: 1. Januar 2022) im Département Manche in der Region Normandie. Sie gehört zum Arrondissement Cherbourg und zum Kommunalverband Agglomération du Cotentin. Die Einwohner nennen sich Fontenayais.

## Geografie
Fontenay-sur-Mer liegt etwa 33 Kilometer südöstlich von Cherbourg-en-Cotentin an der Ostküste der Halbinsel Cotentin im Regionalen Naturpark Marais du Cotentin et du Bessin. Der Ärmelkanal begrenzt die Gemeinde im Nordosten mit einem 400 m langen Strandabschnitt. Umgeben wird Fontenay-sur-Mer von den Nachbargemeinden Quinéville im Norden, Saint-Marcouf im Südosten, Saint-Floxel im Westen sowie Ozeville im Nordwesten. Die Nordosthälfte der Gemeinde wird von zahlreichen Entwässerungsgräben rund um das Moor Marais du Pas de Languedi durchzogen. Die etwas höhergelegenen Gebiete landeinwärts sind durch Wiesen und Äcker geprägt, die kleinteilig von Hecken begrenzt werden. Den schmalen Küstenstreifen nimmt ein Golfplatz ein (Golf de la Presqu'île du Cotentin). Zu Fontenay-sur-Mer gehören die Dörfer Sotosville, Dangueville und Le Bas de Fontenay sowie mehrere Einzelhöfe.

## Ortsname
Der Name der Ortschaft tauchte erstmals im 12. Jahrhundert im lateinischen Fontenetum auf. Daraus entwickelten sich die Schreibweisen Fontanetum  (1192), Fonteneio (um 1280), Fonteney le Bercheur (1552) und Fontenay le Berceur (1755) zu Fontenai-sur-Mer im Jahr 1828. Der Name geht auf das lateinische Wort Fontana (Quelle, Brunne) zurück. Vom 16. bis zum 18. Jahrhundert wurde der alternative Name Fontenay-le-Berceur verwendet, um sich von einer etwas weiter südlich befindlichen Gemeinde namens Fontenay zu unterscheiden. Erst 1890 wurde legte man die bis heute gültige Schreibweise Fontenay-sur-Mer fest.

## Bevölkerungsentwicklung
| Jahr      | 1962 | 1968 | 1975 | 1982 | 1990 | 1999 | 2010 | 2021 |
| Einwohner | 242  | 219  | 190  | 191  | 186  | 176  | 168  | 166  |

Im Jahr 1821 wurde mit 648 Bewohnern die bisher höchste Einwohnerzahl ermittelt. Die Zahlen basieren auf den Daten von cassini.ehess und INSEE.

## Sehenswürdigkeiten
- Kirche Saint-Martin mit Ursprüngen aus dem 12. Jahrhundert mit einer Marienstatue, Monument historique[10]
- Château de Courcy aus dem 17. Jahrhundert, Monument historique[11]
- Château de Franqueville aus dem 17. Jahrhundert, Monument historique[12]
- Taubenturm

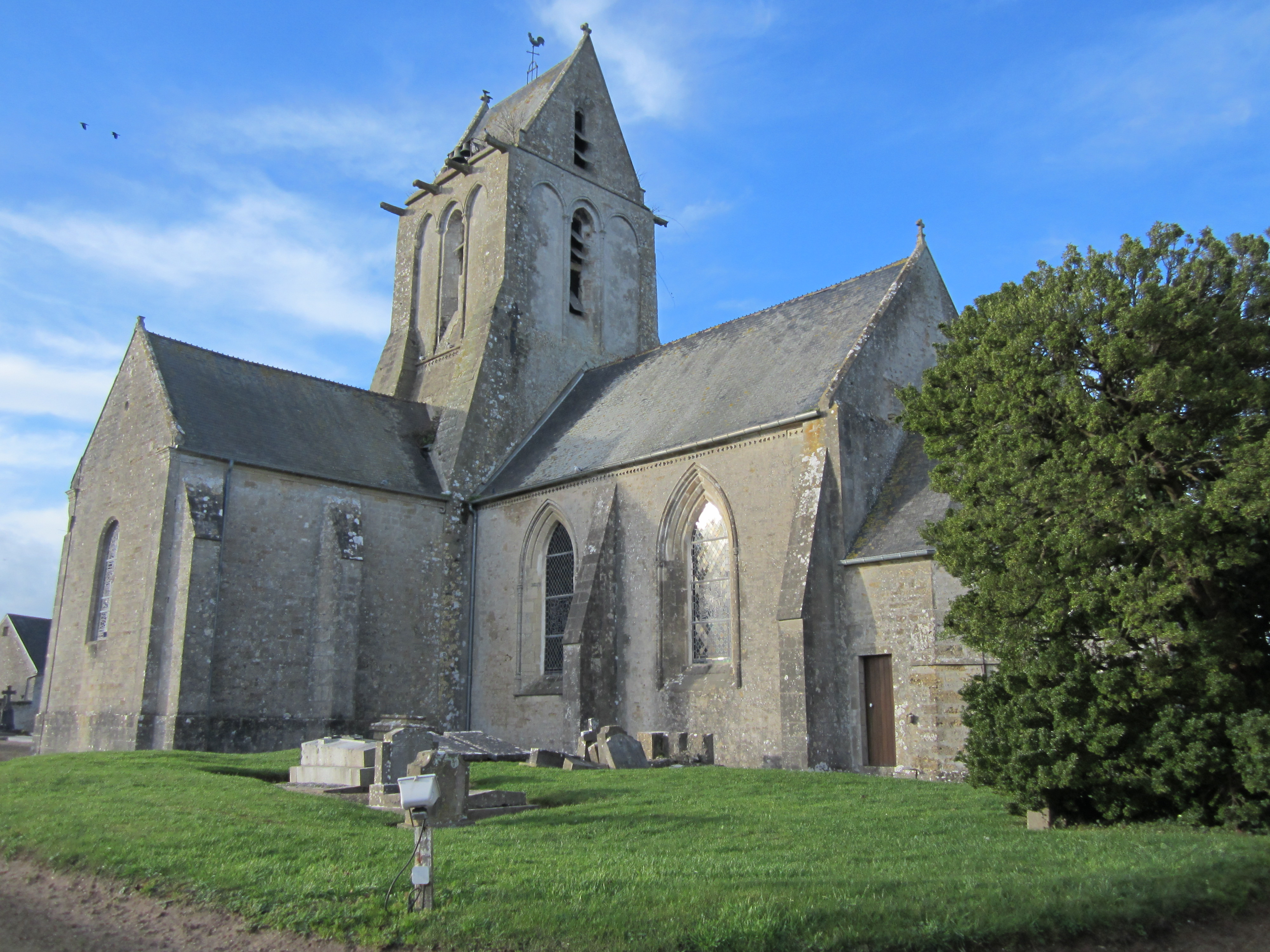
Kirche Saint-Martin
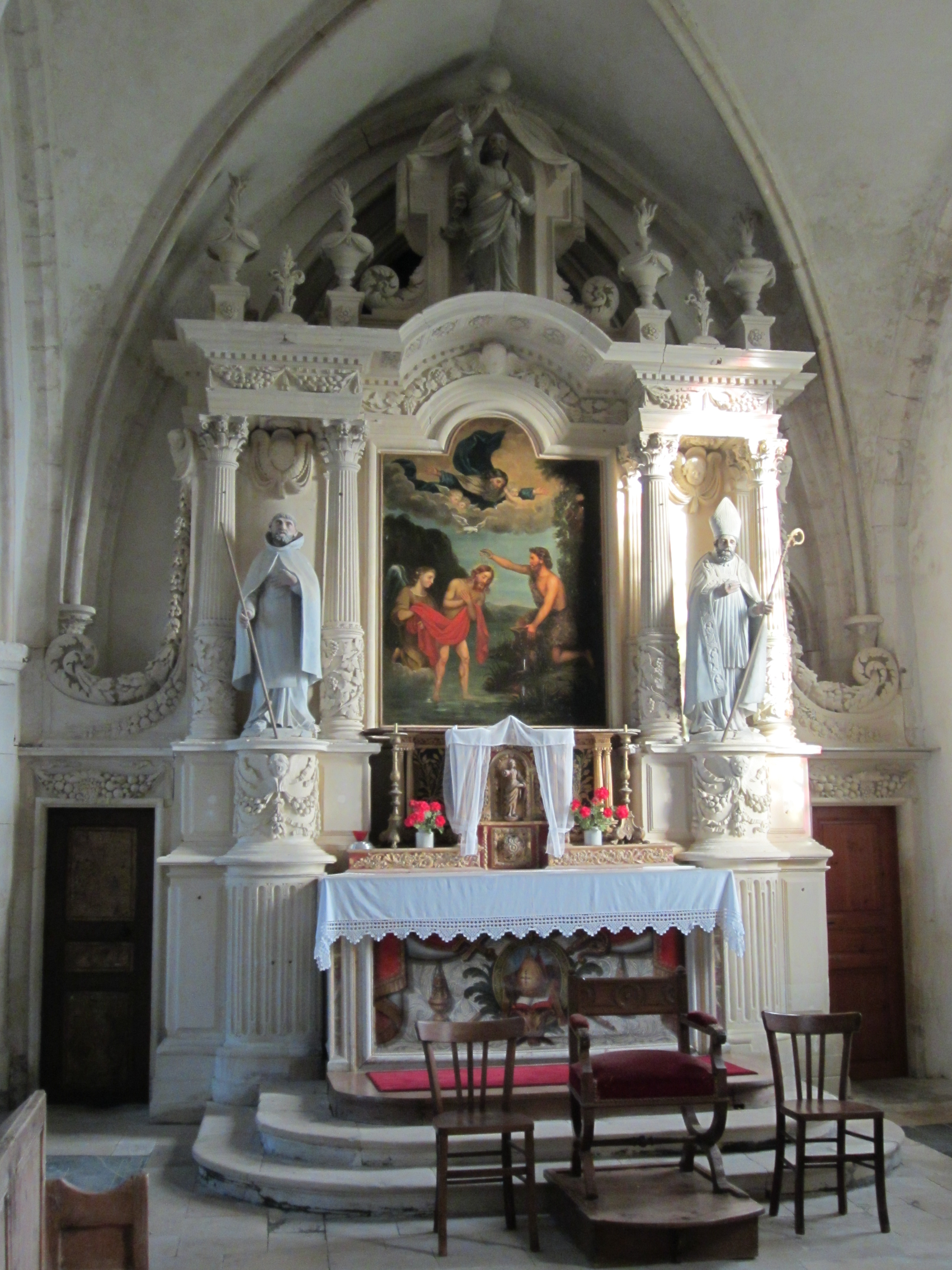
Kirchenaltar
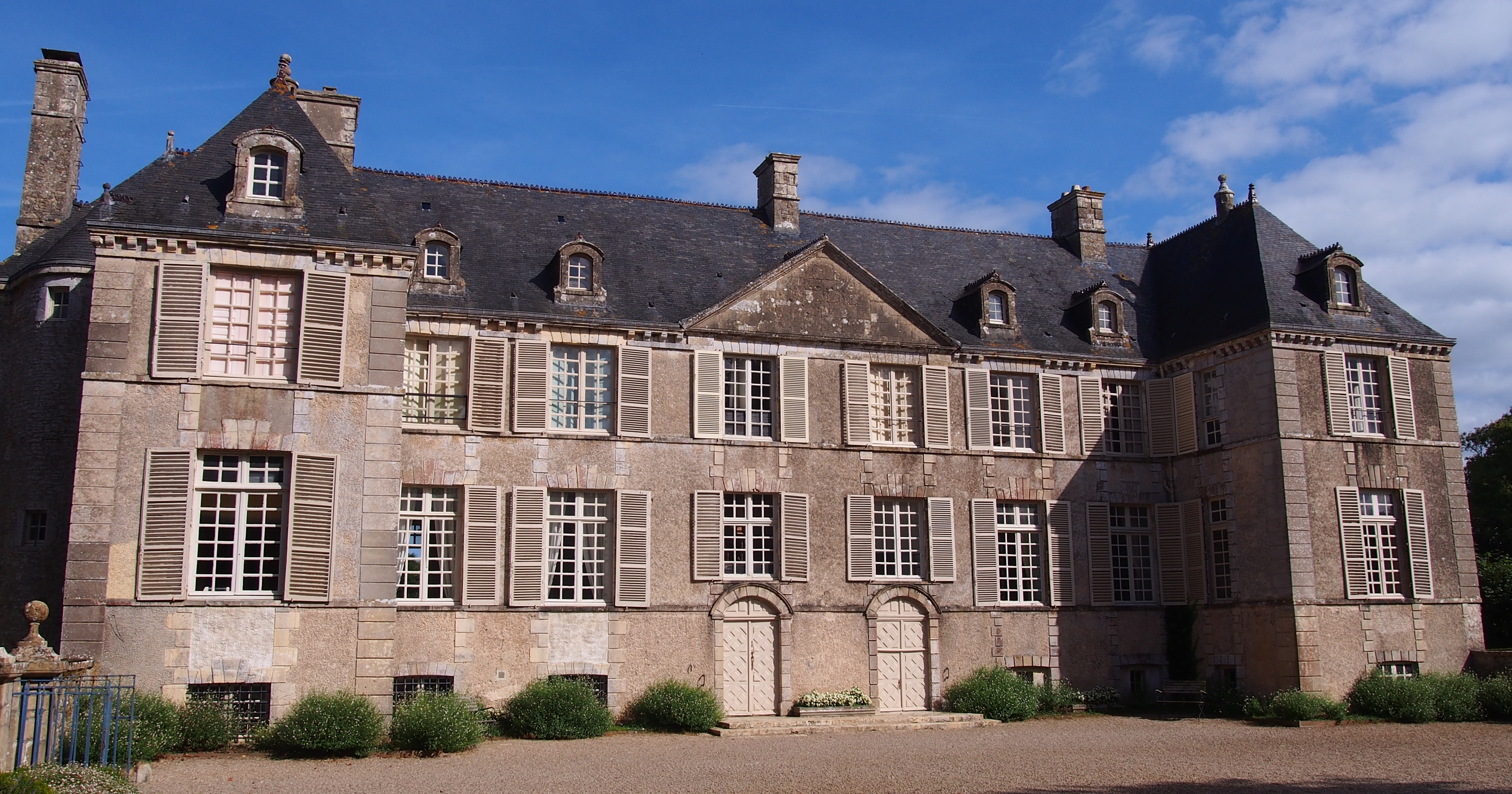
Château de Courcy
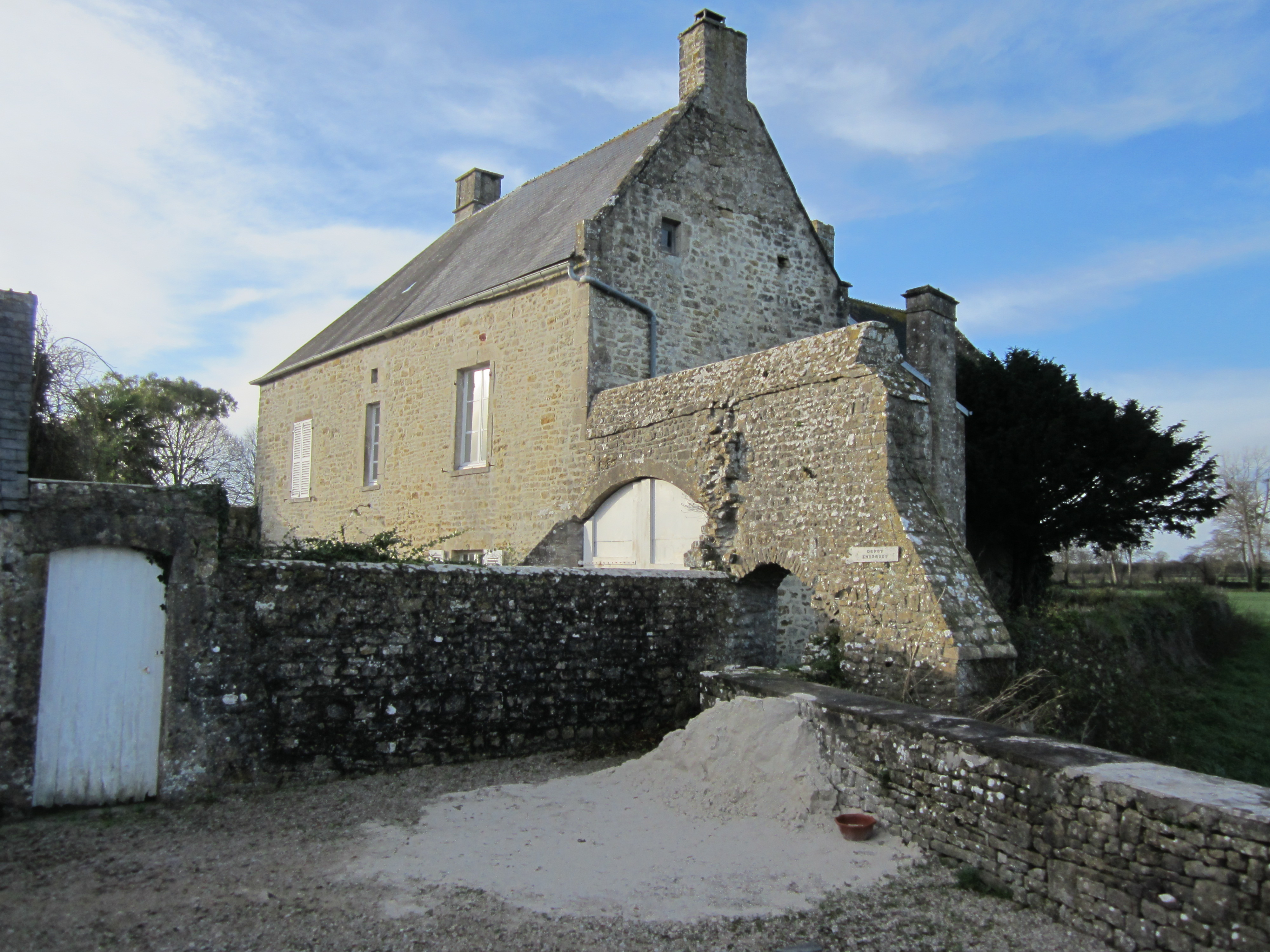
Ehemaliges Presbyterium
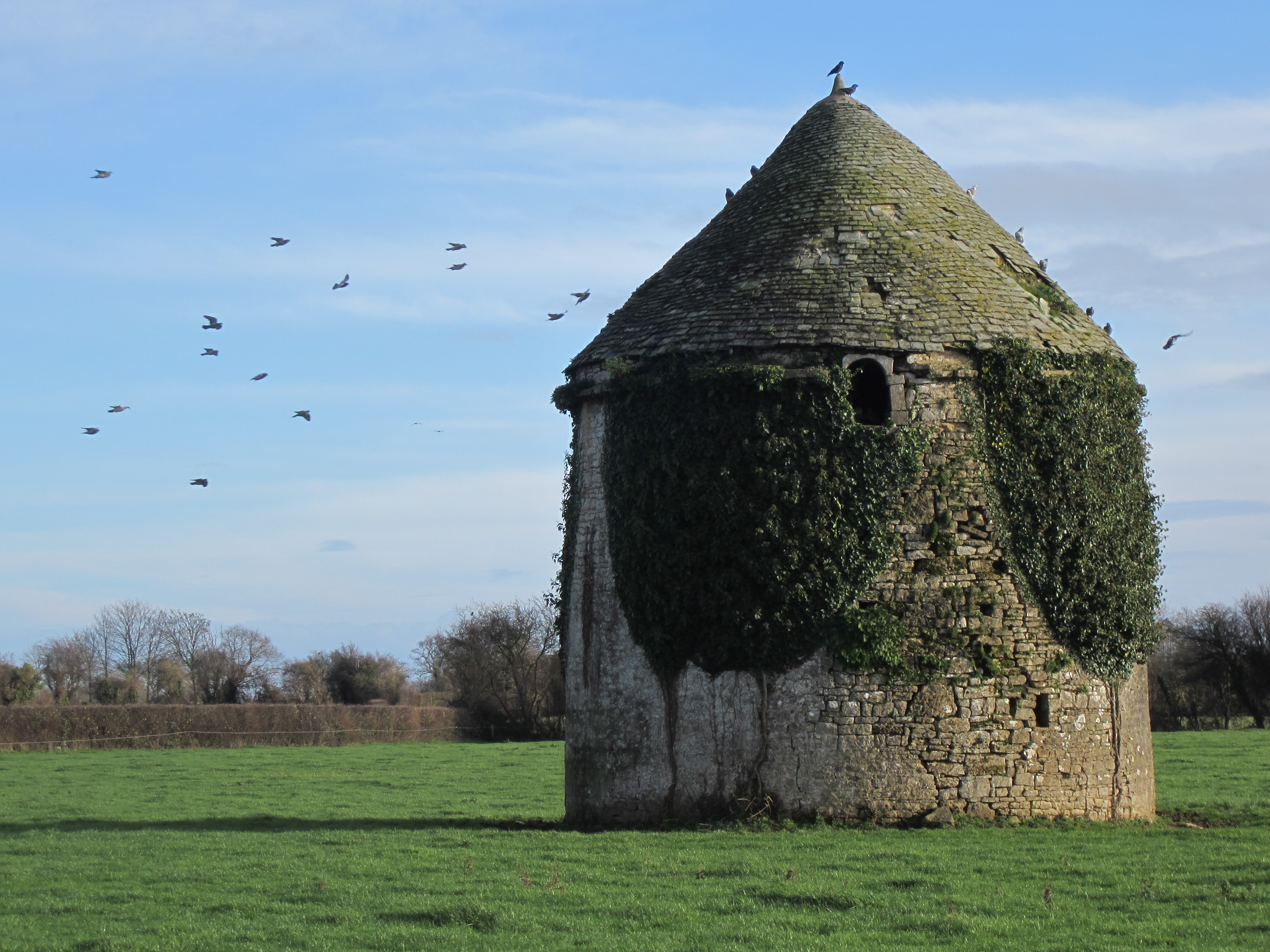
Taubenturm

## Wirtschaft und Infrastruktur
In der Gemeinde Fontenay-sur-Mer aind 18 Landwirtschaftsbetriebe ansässig (Getreideanbau, Milchviehhaltung, Pferdezucht). Die Nähe zum Meer begünstigt die hohe Auslastung mehrerer Ferienhäuser und Pensionen.
Wenige Kilometer westlich von Fontenay-sur-Mer verläuft die autobahnartig ausgebaute RN 13 von Cherbourg nach Caen. Der Bahnhof in der 13 Kilometer entfernten Stadt Valognes liegt an der Bahnstrecke Mantes-la-Jolie–Cherbourg.

## Belege
1. ↑  Ernest Nègre: Toponymie générale de la France. Band 1: Formations préceltiques, celtiques, romanes. Droz, Genf 1990, S. 300.
2. ↑  Eugène de Robillard de Beaurepaire (Hrsg.): Le Journal du sire de Gouberville (= Mémoires de la Société des Antiquaires de Normandie. Serie 4, Band 1 = Band 31, ISSN 1279-6662). (Band 1). Publié sur la copie du manuscrit original faite par M. l’abbé Tollemer. Avec une introduction et un appendice. Caen u. a., Henri Delesques u. a. 1892, S. 230.
3. ↑  François de Beaurepaire: Les noms de communes et anciennes paroisses de la Manche. Picard, Paris 1986, ISBN 2-7084-0299-4, S. 119.
4. ↑  Louis du Bois: Itinéraire descriptif, historique et monumental des cinq départements de la Normandie. Mancel, Caen, 1828, S. 454.
5. ↑  Le latin populaire fontana représente l'emploi substantivé de l’adjectif fontanus « relatif à la source », « de source », accordé au féminin (avec aqua « eau » sous-entendu).
6. ↑  Bertrand Pâris: Registres des gardes nobles de la chambre des comptes de Normandie. Band 1: Liasses 1 à 16. Dom Lenoir, volumes 39 à 41 (= Répertoire périodique de documentation normande. 4). Société parisienne d'histoire et d’archéologie normandes, Limeil-Brevannes 1995, ISBN 2-901488-51-X.
7. ↑  Bulletin des lois de la République française, Imprimerie Nationale, Paris.
8. ↑  Fontenay-sur-Mer auf cassini.ehess.fr
9. ↑  Fontenay-sur-Mer auf insee.fr
10. ↑  Marienstatue in der Base Mérimée des französischen Kulturministeriums (französisch)
11. ↑  Château de Courcy in der Base Mérimée des französischen Kulturministeriums (französisch)
12. ↑  Château de Franqueville in der Base Mérimée des französischen Kulturministeriums (französisch)
13. ↑  Landwirtschaftsbetriebe auf annuaire-mairie.fr